# Ernest Masson Anderson
Ernest Masson Anderson (1877–1960) est un géologue écossais.

## Biographie
Ernest est né à Falkirk et fait ses études à la Falkirk High School et à la High School of Dundee avant de fréquenter l'Université d'Édimbourg, où il obtient un B.Sc. en 1897, une maîtrise en mathématiques et philosophie naturelle en 1898, et un D.Sc. en 1933 .
Il est connu pour sa contribution à l'analyse dynamique des failles, présentée dans son livre The Dynamics of Faulting and Dyke Formation with Applications to Britain (1951) .
Anderson rejoint le Geological Survey of Great Britain en 1903 et reste avec eux jusqu'à sa retraite, à l'exception de sa période de service de guerre de 1916-1917 . De 1922 à 1928, il est géologue principal au HM Geological Survey (Écosse).
Il est mort à Édimbourg en 1960 .